# Deutsche Botschaft Luanda
Die Deutsche Botschaft Luanda ist die offizielle diplomatische Vertretung der Bundesrepublik Deutschland in der Republik Angola.

## Lage
Die Botschaft liegt unweit der amerikanischen Vertretung im Stadtteil Cruzeiro der angolanischen Hauptstadt Luanda an der Ostecke des zentralen Friedhofs Alto das Cruzes („Cemitério do Alto das Cruzes“). Die Entfernung zum Ufer der Baia de Luanda und dem dort befindlichen Regierungsviertel beträgt 2 km. Die Straßenanschrift der Botschaft lautet: Rua de Benguela 17, Cruzeiro, Luanda.
Der internationale Flughafen „Aeroporto Internacional Quatro de Fevereiro“ der angolanischen Hauptstadt liegt 5 km südlich. Der auf dem Landweg nächstgelegene Grenzübergang in ein Nachbarland liegt im Norden: Die gut 500 km entfernte Stadt Matadi (Demokratische Republik Kongo) mit ihrem Seehafen ist im Prinzip in rund acht Stunden mit dem Pkw erreichbar.

## Aufgaben und Organisation
Die Botschaft Luanda hat den Auftrag, die bilateralen Beziehungen zum Gastland Angola zu pflegen, die deutschen Interessen gegenüber der angolanischen Regierung zu vertreten und die Bundesregierung über Entwicklungen im Gastland zu unterrichten. In der Botschaft werden die Sachgebiete Politik, Wirtschaft, Kultur und Presse bearbeitet. Angola ist kein Kooperationsland der deutschen Entwicklungszusammenarbeit.
Es besteht an der Botschaft ein Militärattachéstab (Leitung im Rang eines Oberstleutnants) mit Nebenakkreditierung in Mosambik und Sambia.
Für deutsche Staatsangehörige in Angola werden alle konsularischen Dienstleistungen angeboten, ausgenommen eidesstattliche Versicherungen und Anträge auf Erlangung eines Erbscheins / Europäischen Nachlasszeugnisses / Testamentsvollstreckerzeugnisses / Zeugnisses über die Fortsetzung der Gütergemeinschaft. Die Botschaft stellt Visa für angolanische Staatsangehörige aus. Es besteht täglich bis 24.00 Uhr ein telefonischer Bereitschaftsdienst für konsularische Notfälle.

## Geschichte
Die Bundesrepublik Deutschland eröffnete 1954 ein Konsulat in Luanda. Dieses wurde 1969 in ein Generalkonsulat umgewandelt. Nachdem Angola am 11. November 1975 von Portugal unabhängig wurde nahmen die Bundesrepublik Deutschland und Angola diplomatische Beziehungen auf und das Generalkonsulat wurde am 6. Dezember 1979 zur Botschaft aufgewertet.
Die DDR unterhielt bereits seit dem Tag der Unabhängigkeit diplomatische Beziehungen mit Angola auf Botschafterebene. Die Botschaft wurde 1990 mit dem Beitritt der DDR zur Bundesrepublik Deutschland geschlossen.